# ليون فريدمان
ليون فريدمان (بالإنجليزية: Leon Friedman)‏ هو سياسي أمريكي، ولد في 23 أكتوبر 1886 في الولايات المتحدة، وتوفي في 1 سبتمبر 1948. حزبياً، نشط في الحزب الديمقراطي. وقد انتخب عضو مجلس نواب لويزيانا.